# Kneecap (pel·lícula)
Kneecap és una pel·lícula de comèdia dramàtica en irlandès i anglès de 2024, escrita i dirigida per Rich Peppiatt, que representa l'ascens de Kneecap, un trio de hip-hop de Belfast, Irlanda del Nord. La pel·lícula és protagonitzada pels membres reals de la banda, amb Josie Walker, Fionnuala Flaherty, Jessica Reynolds, Adam Best, Simone Kirby i Michael Fassbender en papers secundaris. S'ha doblat i subtitulat al català.
Kneecap es va estrenar al Festival de Cinema de Sundance el 18 de gener, on va guanyar el Premi NEXT Audience. La seva estrena irlandesa a la 36a edició de la Galway Film Fleadh, va guanyar el premi a la millor pel·lícula irlandesa, el premi del públic i el premi a la millor pel·lícula en llengua irlandesa. La pel·lícula va ser estrenada el 2 d'agost de 2024 als Estats Units per Sony Pictures Classics, el 8 d'agost de 2024 a Irlanda, i al Regne Unit el 23 d'agost, per Wildcard Distribution i Curzon Film respectivament.  Va ser seleccionada com a candidata irlandesa per optar a l'Oscar a la millor pel·lícula de parla no anglesa per la 97ena edició dels premis.

## Argument
A finals de la dècada de 2010, Liam Ó hAnnaidh i Naoise Ó Cairealláin formen part de la «generació de l'alto el foc» que viu a la zona de Gaeltacht Quarter, al voltant de Falls Road, de l'oest de Belfast. De petits, van aprendre a parlar irlandès del pare de Naoise, Arlo, un antic paramilitar republicà que va fingir la seva mort per evadir les autoritats britàniques. Com a resultat, la seva dona, Dolores, s'ha convertit en una reclusa mentre Arlo viu amagat, decebut per l'estil de vida hedonista i la manca d'iniciativa del seu fill.
Una nit, en Liam és arrestat en una festa plena de drogues. Indigna la policia en negar-se a parlar anglès, insistint que només pot comunicar-se en irlandès. JJ Ó Dochartaigh, un professor de música en una escola d'immersió en irlandès, arriba per servir d'intèrpret durant l'interrogatori d'en Liam. Ajuda en Liam a evitar càrrecs i posteriorment amaga un quadern d'en Liam portant-se'l a casa.
JJ s'adona que el quadern conté lletres de cançons en irlandès i queda impressionat quan els hi posa música. S'acosta a en Liam i en Naoise amb la idea de formar un grup de hip-hop en irlandès. JJ els convenç que la música seria una manera de portar l'idioma irlandès a una audiència de millennials i membres de la generació Z. Mentrestant, en Liam comença una relació amb una noia protestant anomenada Georgia. En Liam anomena el grup "Kneecap", en referència a la tècnica de tortura punitiva infame comuna a Irlanda del Nord durant els anomenats Troubles.
El trio crea una cançó durant una sessió de gravació nocturna plena de drogues. Comencen a actuar en directe, i la seva música comença a atreure multituds. JJ tem el dany que podria causar a la seva carrera docent una connexió pública amb la música vulgar i obertament política de Kneecap. Decideix actuar com el "DJ Próvaí" anònim, portant un passamuntanyes per amagar la seva cara durant els concerts. JJ també amaga la seva implicació en la banda a la seva xicota Caitlin, que està molt involucrada en la campanya per una Llei de l'Idioma Irlandès que reconeixeria oficialment l'idioma irlandès a Irlanda del Nord.
A mesura que Kneecap creix en popularitat, s'enfronten a la controvèrsia per promoure comportaments antisocials i republicanisme desacomplexat en les seves lletres. Una organització republicana dissident que es fa dir "Acció Republicana Contra les Drogues" (RRAD) amenaça i ataca en Liam i en Naoise. El garatge que conté l'estudi de gravació de Kneecap i la seva música enregistrada és atacat amb un explosiu, i el grup creu que la RRAD n'és responsable.
Amb poc temps per produir una nova cançó per a l'emissora Raidió na Gaeltachta, el grup irromp a l'escola on treballa JJ i grava una cançó durant la nit. Inicialment, la cançó és prohibida a la ràdio pel seu contingut líric, però després que Dolores organitzi una campanya de protesta, la cançó s'emet i es converteix en un èxit. No obstant això, amb la seva identitat com a DJ Próvaí ara pública, JJ és acomiadat de la seva feina de professor, i la Caitlin trenca amb ell. Després d'alguna vacil·lació, JJ decideix romandre a Kneecap.

## Repartiment
- Liam Óg «Mo Chara» Ó Hannaidh com a ell mateix
- Naoise «Móglaí Bap» Ó Cairealláin com a ell mateix
- JJ «DJ Próvaí» Ó Dochartaigh com a ell mateix
- Josie Walker com a detectiu Ellis
- Fionnuala Flaherty com a Caitlin
- Jessica Reynolds com a Georgia
- Adam Best com a Doyle
- Simone Kirby com a Dolores Ó Cairealláin
- Michael Fassbender com a Arlo Ó Cairealláin
- Marty Maguire com a oficial de la PSNI
- Matthew Sharpe com a Sean
- Cathal Mercer com a Fra

## Producció
Jack Tarling i Trevor Birney produeixen per a Mother Tongues i Fine Point Films, respectivament. Rich Peppiatt va escriure i dirigir la pel·lícula tot i no ser un parlant de gaèlic irlandès. Per a Peppiatt, marca el seu debut com a director de llargmetratges després d'haver dirigit prèviament el videoclip del senzill de la banda, «Guilty Conscience». La pròpia banda és elegida per la pel·lícula en els seus debuts com a actor. Compten al costat d'actors irlandesos experimentats com Michael Fassbender, Josie Walker i Simone Kirby. La fotografia principal va tenir lloc a Belfast el maig de 2023.

## Música
L'àlbum de la banda sonora de la pel·lícula es va publicar digitalment el 30 d'agost de 2024, amb temes de Kneecap, Bicep, Fontaines D.C. i Orbital, així com música escènica de Michael «Mikey J» Asante i fragments de diàleg de la pel·lícula. L'àlbum està previst que es publicarà en CD i vinil el 28 de febrer de 2025. La pel·lícula també inclou música de The Prodigy. «Sick in the Head» va ser finalista als 97è Premis de l'Acadèmia en la categoria de Millor cançó original.
| 1.  | «Parful»                                      | Kneecap                                                         | 3:27 |
| 2.  | «It's Been Ages»                              | Kneecap                                                         | 2:30 |
| 3.  | «Run»                                         | Mikey J                                                         | 1:01 |
| 4.  | «'Nothing but a H.O.O.D'»                     | Marty McGuire Liam Óg Ó Hannaidh                                | 0:50 |
| 5.  | «Civil Rights»                                | Mikey J                                                         | 0:47 |
| 6.  | «'A wee operation'»                           | Michael Fassbender Cillian Kernan Aidan McCaughey               | 0:20 |
| 7.  | «Dad's Gone»                                  | Mikey J                                                         | 0:58 |
| 8.  | «Amach Anocht»                                | Kneecap                                                         | 4:06 |
| 9.  | «'You bring a stolen car here'»               | Michael Fassbender Naoise Ó Cairealláin                         | 0:58 |
| 10. | «Ceasefire Babies»                            | Mikey J                                                         | 1:06 |
| 11. | «Guilty Conscience»                           | Kneecap                                                         | 2:50 |
| 12. | «'Love affair with the shniff'»               | Liam Óg Ó Hannaidh                                              | 0:18 |
| 13. | «C.E.A.R.T.A»                                 | Kneecap                                                         | 3:36 |
| 14. | «Arrested»                                    | Mikey J                                                         | 2:03 |
| 15. | «80%»                                         | Dirty Faces                                                     | 3:29 |
| 16. | «3CAG»                                        | Kneecap featuring Radie Peat                                    | 2:59 |
| 17. | «The A Minor Set»                             | The Bonny Men                                                   | 5:52 |
| 18. | «'No need to panic'»                          | Naoise Ó Cairealláin Gerry Adams                                | 0:39 |
| 19. | «Thart agus Thart»                            | Kneecap                                                         | 1:57 |
| 20. | «'What the fuck was that?!'»                  | Liam Óg Ó Hannaidh Jessica Reynolds                             | 0:41 |
| 21. | «Glue»                                        | Bicep                                                           | 4:29 |
| 22. | «'There are 80,000 native Irish speakers...'» | Liam Óg Ó Hannaidh                                              | 0:33 |
| 23. | «Sick in the Head»                            | Kneecap                                                         | 2:21 |
| 24. | «Liberty Belle»                               | Fontaines D.C.                                                  | 2:31 |
| 25. | «'Special delivery'»                          | Liam Óg Ó Hannaidh Naoise Ó Cairealláin Adam Best Cathal Mercer | 1:11 |
| 26. | «Phone Booth»                                 | Mikey J Gemma Doherty Simone Kirby                              | 0:51 |
| 27. | «Ash Plant»                                   | Absolute Lift                                                   | 0:56 |
| 28. | «Belfast»                                     | Orbital                                                         | 8:07 |
| 29. | «Better Way to Live»                          | Kneecap featuring Grian Chatten                                 | 2:57 |
| 30. | «Kneecapped»                                  | Mikey J                                                         | 1:59 |
| 31. | «Fall in Love Again»                          | Alanna Royale                                                   | 4:56 |
| 32. | «Is a Bullet»                                 | Mikey J Gemma Doherty Simone Kirby                              | 2:41 |
| 33. | «'The Irish for the end is...'»               | Liam Óg Ó Hannaidh                                              | 0:06 |
| 34. | «H.O.O.D»                                     | Kneecap                                                         | 2:54 |

Notes
- L'edició de descàrrega digital de l'àlbum inclou una versió especial de «Belfast» d'Orbital com a bonus track.
- Les edicions físiques de l'àlbum inclouen «Every fucking story about Belfast starts like this» com a primera cançó.
- Les edicions físiques de l'àlbum ometen «'There are 80,000 native Irish speakers...'».
- Les edicions físiques de l'àlbum tenen «Belfast (Fuck the Fuck Off)» acreditat a Liam Óg Ó Hannaidh, Kerri Quinn i Orbital com a pista 28.

## Publicació
La pel·lícula es va estrenar a la secció Next del Festival de Cinema de Sundance, la primera pel·lícula en irlandès que ho va fer, el 18 de gener de 2024. Abans, Sony Pictures Classics va adquirir els drets de distribució de la pel·lícula per a l'Amèrica del Nord i Llatinoamèrica, l'Europa de l'Est, Turquia i l'Orient Mitjà. La pel·lícula no es projecta a Israel com a protesta contra el conflicte en curs a Palestina. Kneecap, conegut per la seva forta posició pro-palestina, va prendre aquesta decisió per alinear-se amb la seva defensa dels drets del poble palestí. Sony Pictures Classics més tard va programar la pel·lícula per a l'estrena en cinemes als Estats Units el 2 d'agost de 2024. La pel·lícula també estava programada per ser la pel·lícula d'obertura a l'edició de Sundance de Londres el 6 de juny de 2024 i es va estrenar al Regne Unit i Irlanda l'agost de 2024.
La pel·lícula es va seleccionar a la secció World Cinema del Jio MAMI Mumbai Film Festival de 2024.

## Crítica
Al lloc web de l'agregador de ressenyes Rotten Tomatoes, el 96% de les crítiques de 135 crítiques són positives, amb una valoració mitjana de 7'8/10. El consens del lloc web diu:« Un himne rebel per a la preservació cultural, Kneecap és tan desordenat, revoltós i adorable com el grup de hip hop homònim al seu centre». Metacritic, que utilitza una mitjana ponderada, va assignar a la pel·lícula una puntuació de 76 de 100, basat en 33 crítics, indicant crítiques «generalment favorables».
Carlos Aguilar de Variety va donar una crítica positiva a la pel·lícula i va escriure: «Esclatant d'una energia rebel que pràcticament s'escapa dels límits de la pantalla, Kneecap és un triomf desenfrenat i enganxat amb drogues en nom de la llibertat que uneix la substància política i l'entreteniment del públic».

## Premis
| Premi                                            | Data de cerimònia      | Categoria                                                       | Nominació | Resultat  | Ref.                 |
| ------------------------------------------------ | ---------------------- | --------------------------------------------------------------- | --- | --------- | -------------------- |
| Festival de Cinema de Sundance                   | 26 de gener de 2024    | Premi NEXT Audience                                             | Kneecap | Guanyador | [ 26 ]               |
| Festival de Cinema de Sydney                     | 16 de juny de 2024     | Premi de Cinema de Sydney                                       | Kneecap | Nominat   | [ 27 ]               |
| Festival de Cinema de Sydney                     | 16 de juny de 2024     | Premi GIO Audience al Millor llargmetratge internacional        | Kneecap | Finalista | [ 28 ]               |
| Galway Film Fleadh                               | 14 de juliol 2024      | Millor llargmetratge en llengua irlandesa                       | Kneecap | Guanyador | [ 29 ]               |
| Galway Film Fleadh                               | 14 de juliol 2024      | Millor pel·lícula irlandesa                                     | Kneecap | Guanyador | [ 29 ]               |
| Galway Film Fleadh                               | 14 de juliol 2024      | Premi a la millor audiència                                     | Kneecap | Guanyador | [ 29 ]               |
| Premis Clio Entertainment                        | 14 de novembre de 2024 | Cinema: Tràiler                                                 | "Kneecap Redband Trailer" de Silk Factory per a Curzon Film | Guanyador | [ 30 ]               |
| Premis del Cinema Europeu                        | 7 de desembre de 2024  | Premi de Cinema Universitari Europeu                            | Kneecap | Nominat   | [ 31 ]               |
| Premis del Cinema Europeu                        | 7 de desembre de 2024  | Descobriment europeu – Premi FIPRESCI                           | Rich Peppiatt | Nominat   | [ 32 ]               |
| Premis Astra                                     | 8 de desembre de 2024  | Millor llargmetratge internacional                              | Kneecap | Nominat   | [ 33 ]               |
| Premis British Independent Film                  | 8 de desembre de 2024  | Millor pel·lícula britànica independent                         | Rich Peppiatt, Trevor Birney i Jack Tarling | Guanyador | [ 34 ] [ 35 ] [ 36 ] |
| Premis British Independent Film                  | 8 de desembre de 2024  | Millor director                                                 | Rich Peppiatt | Nominat   | [ 34 ] [ 35 ] [ 36 ] |
| Premis British Independent Film                  | 8 de desembre de 2024  | Millor director novell                                          | Rich Peppiatt | Nominat   | [ 34 ] [ 35 ] [ 36 ] |
| Premis British Independent Film                  | 8 de desembre de 2024  | Millor guionista novell                                         | Rich Peppiatt | Guanyador | [ 34 ] [ 35 ] [ 36 ] |
| Premis British Independent Film                  | 8 de desembre de 2024  | Millor actuació principal conjunta                              | Liam Óg Ó Hannaidh, Naoise Ó Cairealláin i JJ Ó Dochartaigh | Guanyador | [ 34 ] [ 35 ] [ 36 ] |
| Premis British Independent Film                  | 8 de desembre de 2024  | Millor guió                                                     | Rich Peppiatt | Nominat   | [ 34 ] [ 35 ] [ 36 ] |
| Premis British Independent Film                  | 8 de desembre de 2024  | Millor repartiment                                              | Carla Stronge | Guanyador | [ 34 ] [ 35 ] [ 36 ] |
| Premis British Independent Film                  | 8 de desembre de 2024  | ;illor fotografia                                               | Ryan Kernaghan | Nominat   | [ 34 ] [ 35 ] [ 36 ] |
| Premis British Independent Film                  | 8 de desembre de 2024  | Millor disseny de vestuari                                      | Zjena Glamocanin | Nominat   | [ 34 ] [ 35 ] [ 36 ] |
| Premis British Independent Film                  | 8 de desembre de 2024  | Millor muntatge                                                 | Julian Ulrichs and Chris Gill | Guanyador | [ 34 ] [ 35 ] [ 36 ] |
| Premis British Independent Film                  | 8 de desembre de 2024  | Millor supervisió musical                                       | Gary Welch i Jeanette Rehnstrom | Guanyador | [ 34 ] [ 35 ] [ 36 ] |
| Premis British Independent Film                  | 8 de desembre de 2024  | Millor música original                                          | Michael «Mikey J» Asante | Guanyador | [ 34 ] [ 35 ] [ 36 ] |
| Premis British Independent Film                  | 8 de desembre de 2024  | Millor disseny de producció                                     | Nicola Moroney | Nominat   | [ 34 ] [ 35 ] [ 36 ] |
| Premis British Independent Film                  | 8 de desembre de 2024  | Millor so                                                       | Louise Burton, Brendan Rehill, Aza Hand i Simon Kerr | Nominat   | [ 34 ] [ 35 ] [ 36 ] |
| San Francisco Bay Area Film Critics Circle       | 15 de desembre de 2024 | Millor llargmetratge internacional                              | Kneecap | Nominat   | [ 37 ]               |
| IndieWire Critics Poll                           | 16 de desembre de 2024 | Millor pel·lícula internacional                                 | Kneecap | 10è lloc  | [ 38 ]               |
| Dallas–Fort Worth Film Critics Association       | 18 de desembre de 2024 | Millor pel·lícula en llengua estrangera                         | Kneecap | 5è lloc   | [ 39 ]               |
| Dublin Film Critics' Circle                      | 19 de desembre de 2024 | Millor pel·lícula irlandesa                                     | Kneecap | 1r lloc   | [ 40 ]               |
| Kansas City Film Critics Circle                  | 4 de gener de 2025     | Millor pel·lícula en llengua estrangera                         | Kneecap | Nominat   | [ 41 ]               |
| Austin Film Critics Association                  | 6 de gener de 2025     | Millor pel·lícula internacional                                 | Kneecap | Nominat   | [ 42 ]               |
| Georgia Film Critics Association                 | 7 de gener de 2025     | Millor pel·lícula internacional                                 | Kneecap | Nominat   | [ 43 ]               |
| Georgia Film Critics Association                 | 7 de gener de 2025     | Millor cançó original                                           | «Sick in the Head» | Nominat   | [ 43 ]               |
| Cinema Eye Honors                                | 9 de gener de 2025     | Kneecap                                                         | Premi heterodox | Nominat   | [ 44 ]               |
| Festival Internacional de Cinema de Palm Springs | 12 de gener de 2025    | Premi FIPRESCI al millor llargmetratge internacional            | Kneecap | Nominat   | [ 45 ] [ 46 ]        |
| Festival Internacional de Cinema de Palm Springs | 12 de gener de 2025    | Premi FIPRESCI al millor actor d'un llargmetratge internacional | Mo Chara, Móglaí Bap i DJ Provái | Honorat   | [ 45 ] [ 46 ]        |
| Houston Film Critics Society                     | 14 de gener de 2025    | Millor llargmetratge en llengua estrangera                      | Kneecap | Nominat   | [ 47 ]               |
| Premis de la Crítica Cinematogràfica             | febrer de 2025         | Millor pel·lícula en llengua estrangera                         | Kneecap | Pendent   | [ 48 ]               |
| London Film Critics' Circle                      | 2 de febrer de 2025    | Pel·lícula de l'any                                             | Kneecap | Pendent   | [ 49 ]               |
| London Film Critics' Circle                      | 2 de febrer de 2025    | Pel·lícula de l'any en llengua estrangera                       | Kneecap | Pendent   | [ 49 ]               |
| London Film Critics' Circle                      | 2 de febrer de 2025    | Pel·lícula britànica/irlandesa de l'any                         | Kneecap | Pendent   | [ 49 ]               |
| London Film Critics' Circle                      | 2 de febrer de 2025    | Millor cineasta britànic/irlandès de l'any                      | Rich Peppiatt | Pendent   | [ 49 ]               |
| Premis Artios                                    | 12 de febrer de 2025   | Pel·lícula internacional                                        | Carla Stronge | Pendent   | [ 50 ]               |
| Premis IFTA                                      | 14 de febrer de 2025   | Millor pel·lícula                                               | Kneecap | Pendent   | [ 51 ]               |
| Premis IFTA                                      | 14 de febrer de 2025   | Millor pel·lícula-director                                      | Rich Peppiatt | Pendent   | [ 51 ]               |
| Premis IFTA                                      | 14 de febrer de 2025   | Millor pel·lícula-actor principal                               | Naoise Ó Caireallain | Pendent   | [ 51 ]               |
| Premis IFTA                                      | 14 de febrer de 2025   | Millor pel·lícula-actor principal                               | JJ Ó Dochartaigh | Pendent   | [ 51 ]               |
| Premis IFTA                                      | 14 de febrer de 2025   | Millor pel·lícula-actor principal                               | Liam Óg Ó Hannaidh | Pendent   | [ 51 ]               |
| Premis IFTA                                      | 14 de febrer de 2025   | Millor pel·lícula-actor secundari                               | Michael Fassbender | Pendent   | [ 51 ]               |
| Premis IFTA                                      | 14 de febrer de 2025   | Millor pel·lícula-actriu secundària                             | Fionnuala Flaherty | Pendent   | [ 51 ]               |
| Premis IFTA                                      | 14 de febrer de 2025   | Millor pel·lícula-actriu secundària                             | Simone Kirby | Pendent   | [ 51 ]               |
| Premis IFTA                                      | 14 de febrer de 2025   | Millor pel·lícula-actriu secundària                             | Jessica Reynolds | Pendent   | [ 51 ]               |
| Premis IFTA                                      | 14 de febrer de 2025   | Millor pel·lícula-guió                                          | Rich Peppiatt | Pendent   | [ 51 ]               |
| Premis IFTA                                      | 14 de febrer de 2025   | Millor repartiment                                              | Carla Stronge | Pendent   | [ 51 ]               |
| Premis IFTA                                      | 14 de febrer de 2025   | Millor fotografia                                               | Ryan Kernaghan | Pendent   | [ 51 ]               |
| Premis IFTA                                      | 14 de febrer de 2025   | Millor disseny de vestuari                                      | Zjena Glamocanin | Pendent   | [ 51 ]               |
| Premis IFTA                                      | 14 de febrer de 2025   | Millor muntatge                                                 | Julian Ulrichs i Chris Gill | Pendent   | [ 51 ]               |
| Premis IFTA                                      | 14 de febrer de 2025   | Millor perruqueria i maquillatge                                | Liz Boston | Pendent   | [ 51 ]               |
| Premis IFTA                                      | 14 de febrer de 2025   | Millor disseny de producció                                     | Nicola Moroney | Pendent   | [ 51 ]               |
| Premis IFTA                                      | 14 de febrer de 2025   | Millor so                                                       | Aza Hand, Brendan Rehill i Chris Woodcock | Pendent   | [ 51 ]               |
| Premis BAFTA                                     | 16 de febrer de 2025   | Millor guió original                                            | Rich Peppiatt; guió per Rich Peppiatt, Naoise Ó Cairealláin, Liam Óg Ó Hannaidh i JJ Ó Dochartaigh                                                                                    | Pendent   | [ 52 ]               |
| Premis BAFTA                                     | 16 de febrer de 2025   | Millor repartiment                                              | Carla Stronge | Pendent   | [ 52 ]               |
| Premis BAFTA                                     | 16 de febrer de 2025   | Millor muntatge                                                 | Julian Ulrichs i Chris Gill | Pendent   | [ 52 ]               |
| Premis BAFTA                                     | 16 de febrer de 2025   | Millor pel·lícula en llengua no anglesa                         | Rich Peppiatt i Jack Tarling | Pendent   | [ 52 ]               |
| Premis BAFTA                                     | 16 de febrer de 2025   | Millor pel·lícula britànica                                     | Rich Peppiatt, Trevor Birney, Jack Tarling, Naoise Ó Cairealláin, Liam Óg Ó Hannaidh i Ó Dochartaigh                                                                                  | Pendent   | [ 52 ]               |
| Premis BAFTA                                     | 16 de febrer de 2025   | Millor director, guionista o productor britànic novell          | Rich Peppiatt | Pendent   | [ 52 ]               |
| Premis Golden Reel                               | 23 de febrer de 2025   | Assoliment destacat en edició de so–llargmetratge internacional | Supervisor d'editor de so: Brendan Rehill Supervisor d'editor de diàleg: Louise Burton Editor d'efecte de sala: Damien Lynch Artistes d'efecte de sala: Caoimhe Doyle i Emer O'Reilly | Pendent   | [ 53 ]               |